# 무사시사카이역
무사시사카이역(武蔵境駅)은 일본 도쿄도 무사시노시에 있는, 동일본 여객철도와 세이부 철도의 철도역이다. 동일본 여객철도 주오 선 (쾌속)과 세이부 철도 다마가와 선이 만난다.

## 타는 곳
| 1 | ■주오 선（쾌속）    | 신주쿠・도쿄 방면 (입체화 공사 진행 중)         |
| 2 | ■주오 선（쾌속）    | 다차카와・하치오지・다카오 ・하이지마・오메방면 |
| 3 | ■세이부 다마가와 선 | （건설중）                                      |
| 4 | ■세이부 다마가와 선 | 고레마사 방면                                   |

## 역세권 정보
- J.C.STAFF

## 인접역
| 동일본 여객철도 주오 본선 | 동일본 여객철도 주오 본선 | 동일본 여객철도 주오 본선        |
| ------------------------- | ------------------------- | -------------------------------- |
| JC 12 미타카 도쿄 방면    | 주오 쾌속선 쾌속          | JC 14 히가시코가네이 다카오 방면 |
| 세이부 철도 다마가와 선   |                           |                                  |
| 시·종착역                 | ■ 다마가와 선             | 신코가네이 고레마사 방면         |